# Rob van der Bas

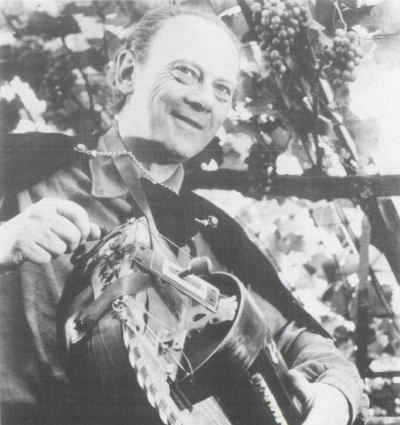
Rob van der Bas in Tomatuva.

Barend Robberts, alias Rob van der Bas (1902-1987) was een Nederlandse acteur en zanger. Hij noemde zich troubadour en trad op met een eigen liedjesprogramma uit het internationale repertoire en werkte aan enkele cabaretprogramma's mee. Tot op hoge leeftijd gaf hij optredens.
Van der Bas kreeg privé-zanglessen en een opleiding aan het Conservatorium van Amsterdam. Hij debuteerde aan het eind van de jaren dertig met eigen repertoire van zowel Nederlandse als Franse en Duitse liederen, begon mee te werken aan cabaretprogramma's (Cabaret Pinguin, Capriolen, het Savoycabaret, De krant komt uit, het Leidseplein- en het Kurhauscabaret), was korte tijd bij het Tierelantijntoneel onder leiding van Wim Sonneveld en trad in 1959/60 bij toneelgroep Arena op als draailierspeler in "De klucht van de koe" van Bredero. Begin jaren '60 trad hij op woensdag- en zaterdagavond op als troubadour en lierspeler in fruitrestaurant 'Tomatuva's verlichte druivenkas'.
Als troubadour en lierspeler gaf hij ook avonden in het Muiderslot, werkte hij mee aan het Holland Festival en maakte hij een LP, getiteld "De Liereman".